# Bombus terrestris
Bombus terrestris là một loài ong trong họ Apidae. Loài này được Linnaeus miêu tả khoa học đầu tiên năm 1758.
Bombus terrestris là một trong những loài ong nghệ nhiều nhất ở châu Âu. Đây là một trong những loài chính được sử dụng trong thụ phấn nhà kính, và do đó có thể được tìm thấy ở nhiều quốc gia và khu vực không có nguồn gốc, chẳng hạn như Tasmania. Hơn nữa, nó là một loài côn trùng có tính xã hội với sự chồng chéo của các thế hệ, phân công lao động và chăm sóc cá bố mẹ hợp tác. Ong chúa chỉ giao phối với chỉ một con ong đực. Ong thợ B. terrestris học màu hoa và khai thác hiệu quả.